# Carlos Casares
Carlos Casares é uma cidade do partido de Carlos Casares, da província de Buenos Aires, na Argentina. Possui população estimada em 18 347 habitantes segundo censo de 2010.